# مونت آمیاتا
مونت آمیاتا (به ایتالیایی: Monte Amiata) یک کوه در ایتالیا است که در استان سیه‌نا واقع شده‌است. مونت آمیاتا ۱٬۷۳۸ متر بالاتر از سطح دریا واقع شده‌است.